# Lirac
Pour le vin, voir lirac (AOC).
Lirac est une commune française située dans le département du Gard, en région Occitanie.
Exposée à un climat méditerranéen, elle est drainée par le Nizon.
Lirac est une commune urbaine qui compte 938 habitants en 2022, après avoir connu une forte hausse de la population depuis 1962. Elle fait partie de l'aire d'attraction d'Avignon. Ses habitants sont appelés les Liracois ou Liracoises ou Liracains.
Le patrimoine architectural de la commune comprend un immeuble protégé au titre des monuments historiques : l'église basse, classée en 1992.

## Géographie

### Localisation
La ville est située à vol d'oiseau à environ 30 km au nord-est de Nîmes, 12 km au nord-ouest d'Avignon, 15 km au sud-est de Bagnols-sur-Cèze et 15 km au sud-ouest d'Orange.

### Communes limitrophes
Lirac est limitrophe de 4 autres communes, toutes situées dans le département du Gard.
|                       | Saint-Laurent-des-Arbres |            |
| Saint-Victor-la-Coste | Lirac                    | Roquemaure |
|                       | Tavel                    |            |

### Climat
Pour des articles plus généraux, voir Climat de l'Occitanie et Climat du Gard.
En 2010, le climat de la commune est de type climat méditerranéen franc, selon une étude s'appuyant sur une série de données couvrant la période 1971-2000. En 2020, Météo-France publie une typologie des climats de la France métropolitaine dans laquelle la commune est exposée à un climat méditerranéen et est dans la région climatique Provence, Languedoc-Roussillon, caractérisée par une pluviométrie faible en été, un très bon ensoleillement (2 600 h/an), un été chaud (21,5 °C), un air très sec en été, sec en toutes saisons, des vents forts (fréquence de 40 à 50 % de vents > 5 m/s) et peu de brouillards.
Pour la période 1971-2000, la température annuelle moyenne est de 13,3 °C, avec une amplitude thermique annuelle de 17,5 °C. Le cumul annuel moyen de précipitations est de 766 mm, avec 5,6 jours de précipitations en janvier et 2,9 jours en juillet. Pour la période 1991-2020, la température moyenne annuelle observée sur la station météorologique la plus proche, située sur la commune de Pujaut à 8 km à vol d'oiseau, est de 14,6 °C et le cumul annuel moyen de précipitations est de 672,8 mm,. Pour l'avenir, les paramètres climatiques de la commune estimés pour 2050 selon différents scénarios d'émission de gaz à effet de serre sont consultables sur un site dédié publié par Météo-France en novembre 2022.

### Milieux naturels et biodiversité
Aucun espace naturel présentant un intérêt patrimonial n'est recensé sur la commune dans l'inventaire national du patrimoine naturel,,.

## Urbanisme

### Typologie
Au 1er janvier 2024, Lirac est catégorisée petite ville, selon la nouvelle grille communale de densité à sept niveaux définie par l'Insee en 2022.
Elle est située hors unité urbaine. Par ailleurs la commune fait partie de l'aire d'attraction d'Avignon, dont elle est une commune de la couronne,. Cette aire, qui regroupe 48 communes, est catégorisée dans les aires de 200 000 à moins de 700 000 habitants,.

### Occupation des sols
L'occupation des sols de la commune, telle qu'elle ressort de la base de données européenne d’occupation biophysique des sols Corine Land Cover (CLC), est marquée par l'importance des forêts et milieux semi-naturels (49,7 % en 2018), une proportion identique à celle de 1990 (49,7 %). La répartition détaillée en 2018 est la suivante : 
forêts (49,7 %), cultures permanentes (45,6 %), zones urbanisées (4,7 %). L'évolution de l'occupation des sols de la commune et de ses infrastructures peut être observée sur les différentes représentations cartographiques du territoire : la carte de Cassini (XVIIIe siècle), la carte d'état-major (1820-1866) et les cartes ou photos aériennes de l'IGN pour la période actuelle (1950 à aujourd'hui).

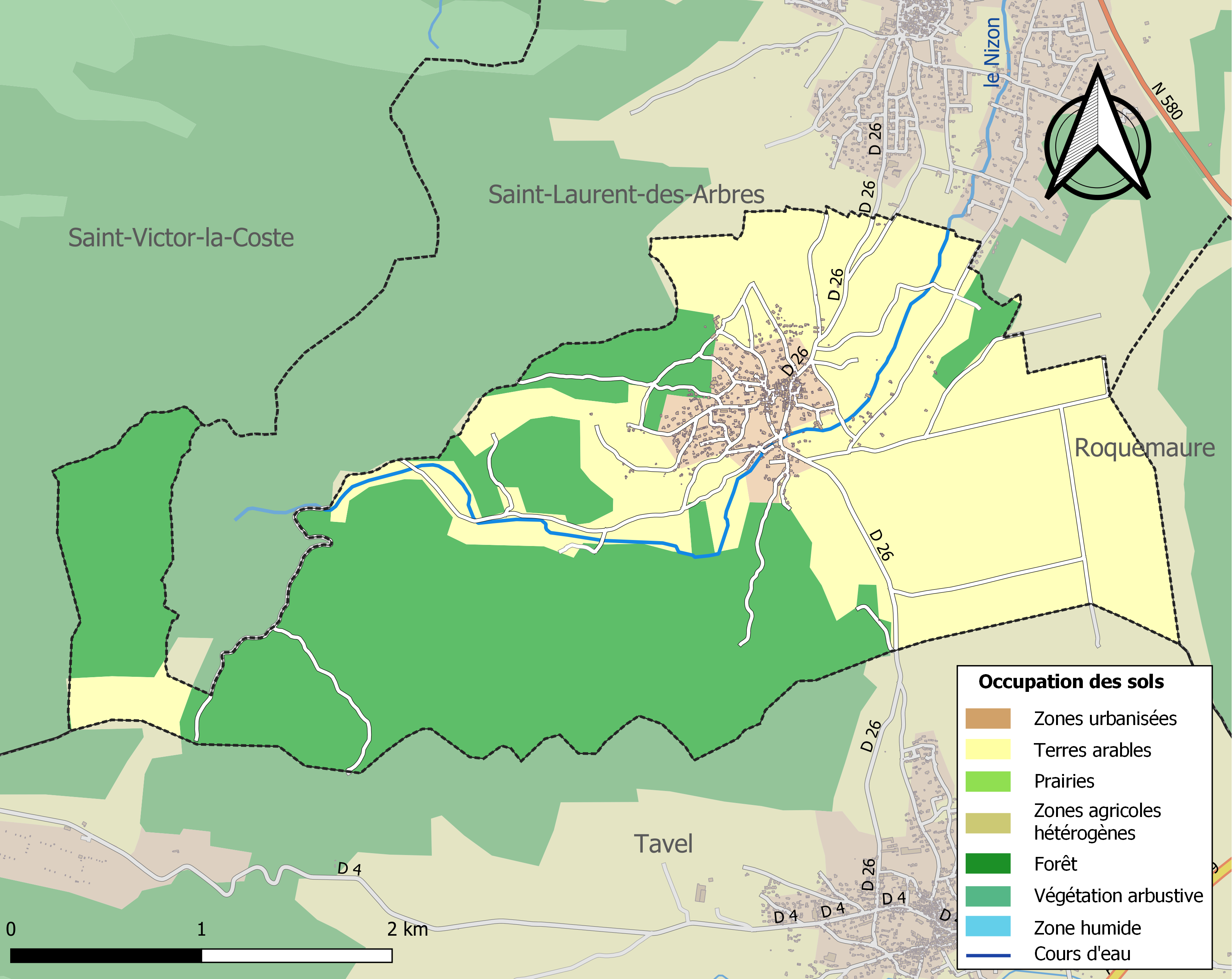
Carte des infrastructures et de l'occupation des sols de la commune en 2018 (CLC).

### Risques majeurs
Le territoire de la commune de Lirac est vulnérable à différents aléas naturels : météorologiques (tempête, orage, neige, grand froid, canicule ou sécheresse), inondations, feux de forêts et séisme (sismicité modérée). Il est également exposé à un risque particulier : le risque de radon. Un site publié par le BRGM permet d'évaluer simplement et rapidement les risques d'un bien localisé soit par son adresse soit par le numéro de sa parcelle.

#### Risques naturels
Certaines parties du territoire communal sont susceptibles d'être affectées par le risque d'inondation par débordement de cours d'eau et par une crue à débordement lent de cours d'eau, notamment le Nizon. La commune a été reconnue en état de catastrophe naturelle au titre des dommages causés par les inondations et coulées de boue survenues en 1982, 2002 et 2008,.

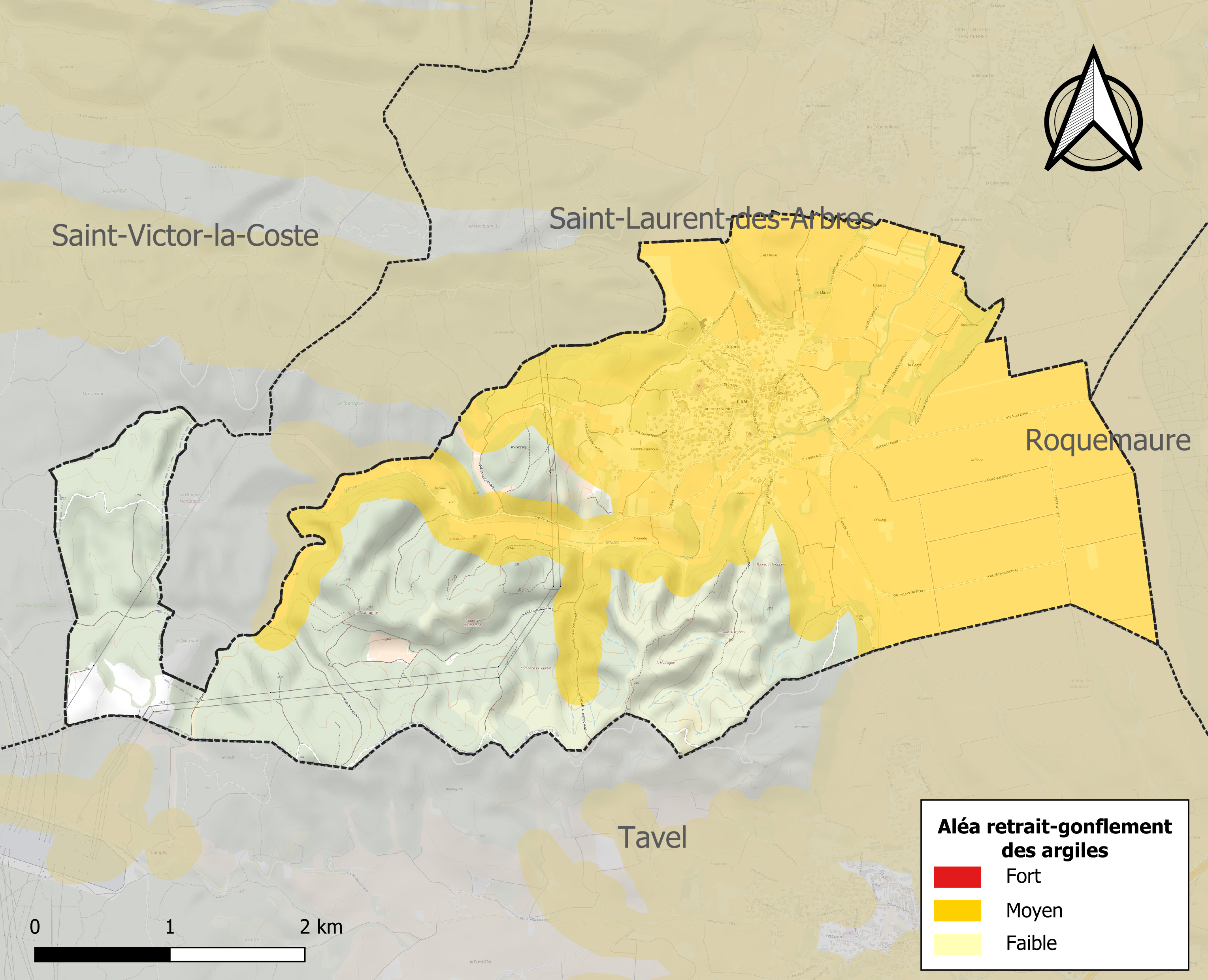
Carte des zones d'aléa retrait-gonflement des sols argileux de Lirac.

Le retrait-gonflement des sols argileux est susceptible d'engendrer des dommages importants aux bâtiments en cas d'alternance de périodes de sécheresse et de pluie. 61,7 % de la superficie communale est en aléa moyen ou fort (67,5 % au niveau départemental et 48,5 % au niveau national). Sur les 379 bâtiments dénombrés sur la commune en 2019, 379 sont en aléa moyen ou fort, soit 100 %, à comparer aux 90 % au niveau départemental et 54 % au niveau national. Une cartographie de l'exposition du territoire national au retrait gonflement des sols argileux est disponible sur le site du BRGM,.
Par ailleurs, afin de mieux appréhender le risque d'affaissement de terrain, l'inventaire national des cavités souterraines permet de localiser celles situées sur la commune.

#### Risque particulier
Dans plusieurs parties du territoire national, le radon, accumulé dans certains logements ou autres locaux, peut constituer une source significative d'exposition de la population aux rayonnements ionisants. Certaines communes du département sont concernées par le risque radon à un niveau plus ou moins élevé. Selon la classification de 2018, la commune de Lirac est classée en zone 2, à savoir zone à potentiel radon faible mais sur lesquelles des facteurs géologiques particuliers peuvent faciliter le transfert du radon vers les bâtiments.

## Toponymie
Provençal Lira, du roman Lirac, du bas latin Liracum, Leyracum, Alhiracum, Alliracum.

## Histoire

### Moyen Âge
De 1006 au début du XIIIe siècle, l'abbaye Saint-André de Villeneuve-lès-Avignon est propriétaire de l'église paroissiale (Sancti Petri de Alheraco), qui lui est cédée par l'évêque d'Avignon, et en perçoit les revenus.

### Époque contemporaine
Lirac a longtemps été un lieu d'exploitation de phosphate à destination de l'agriculture, comme en témoignait A. Muntz en 1892 :

« On rencontre encore les phosphates naturels sous la forme de phosphorites, consistant en masses mamelonnées de couches concentriques et qui font l’objet d’exploitations importantes dans les départemens du Tarn-et-Garonne, du Lot, de l’Aveyron, du Gard ; elles sont de richesse variable, atteignant parfois la proportion élevée de 35 pour 100 d’acide phosphorique ; elles sont alors de préférence employées pour la production des superphosphates ; les minerais qu’on emploie à l’état naturel ne contiennent ordinairement que 15 à 20 pour 100 d’acide phosphorique. 
L’exploitation des phosphates du Gard a été menée très activement à Lirac et à Tavel (étage néocomien) ; ces gisemens, à minerais riches, sont bien placés pour alimenter l’agriculture du Midi »

. 

## Politique et administration

### Liste des maires
| Période                                  | Période  | Identité            | Étiquette | Qualité                              |
| ---------------------------------------- | -------- | ------------------- | --------- | ------------------------------------ |
| 1790                                     | 1792     | Pierre Queyrane     |           |                                      |
| 1792                                     | 1795     | Louis Laurent       |           |                                      |
| 1795                                     | 1799     | Jean-Louis Queyrane |           |                                      |
| 1799                                     | 1800     | Jacques Laurent     |           |                                      |
|                                          |          |                     |           |                                      |
| 1995                                     | 2001     | Jean-Louis Potherat | PS        |                                      |
| 2001                                     | 2008     | Michel Severac      | DVG       |                                      |
| 2008                                     | 2011     | Jean-Louis Potherat | PS        |                                      |
| 2011                                     | 2011     | Michel Vierne       |           | Maire par intérim de mars à mai 2011 |
| 2011                                     | En cours | Stéphane Cardenes,  | MoDem     | Fonctionnaire                        |
| Les données manquantes sont à compléter. |          |                     |           |                                      |

## Population et société

### Démographie
L'évolution du nombre d'habitants est connue à travers les recensements de la population effectués dans la commune depuis 1793. Pour les communes de moins de 10 000 habitants, une enquête de recensement portant sur toute la population est réalisée tous les cinq ans, les populations de référence des années intermédiaires étant quant à elles estimées par interpolation ou extrapolation. Pour la commune, le premier recensement exhaustif entrant dans le cadre du nouveau dispositif a été réalisé en 2008.

En 2022, la commune comptait 938 habitants, en évolution de +4,92 % par rapport à 2016 (Gard : +2,97 %, France hors Mayotte : +2,11 %).
| 1793 | 1800 | 1806 | 1821 | 1831 | 1836 | 1841 | 1846 | 1851 |
| ---- | ---- | ---- | ---- | ---- | ---- | ---- | ---- | ---- |
| 314  | 336  | 349  | 341  | 381  | 400  | 429  | 449  | 415  |

| 1856 | 1861 | 1866 | 1872 | 1876 | 1881 | 1886 | 1891 | 1896 |
| ---- | ---- | ---- | ---- | ---- | ---- | ---- | ---- | ---- |
| 442  | 460  | 481  | 501  | 447  | 441  | 420  | 402  | 365  |

| 1901 | 1906 | 1911 | 1921 | 1926 | 1931 | 1936 | 1946 | 1954 |
| ---- | ---- | ---- | ---- | ---- | ---- | ---- | ---- | ---- |
| 330  | 307  | 288  | 266  | 253  | 280  | 263  | 205  | 235  |

| 1962 | 1968 | 1975 | 1982 | 1990 | 1999 | 2006 | 2008 | 2013 |
| ---- | ---- | ---- | ---- | ---- | ---- | ---- | ---- | ---- |
| 272  | 317  | 329  | 442  | 631  | 737  | 816  | 838  | 888  |

| 2018 | 2022 | - | - | - | - | - | - | - |
| ---- | ---- | - | - | - | - | - | - | - |
| 914  | 938  | - | - | - | - | - | - | - |

### Enseignement
En mars 2018, la nouvelle école communale a été inaugurée par Monsieur le Maire, Stéphane Cardènes, en présence de Monsieur le Préfet du Gard, Didier Lauga, des deux sénatrices du Gard, Mesdames Lopez et Bories et du sénateur de la 3e circonscription du Gard, Monsieur Anthony Cellier.
La commune a bénéficié de plus de 60 % de subvention pour ce groupe scolaire.
Lirac a été la première commune de France à expérimenter, depuis février 2021, une forêt-école, pour sensibiliser les élèves à la vie de la forêt dans tous ses aspects.

### Santé
La ville dispose d'un centre médical se situant a l'ancienne école maternelle.

## Économie

### Revenus
En 2018 (données Insee publiées en septembre 2021), la commune compte 397 ménages fiscaux, regroupant 905 personnes. La médiane du revenu disponible par unité de consommation est de 21 830 € (20 020 € dans le département).

### Emploi
|                | 2008   | 2013  | 2018   |
| -------------- | ------ | ----- | ------ |
| Commune        | 5 %    | 8,7 % | 10,3 % |
| Département    | 10,6 % | 12 %  | 12 %   |
| France entière | 8,3 %  | 10 %  | 10 %   |

En 2018, la population âgée de 15 à 64 ans s'élève à 574 personnes, parmi lesquelles on compte 76,8 % d'actifs (66,6 % ayant un emploi et 10,3 % de chômeurs) et 23,2 % d'inactifs,. En 2018, le taux de chômage communal (au sens du recensement) des 15-64 ans est inférieur à celui du département, mais supérieur à celui de la France, alors qu'en 2008 il était inférieur à celui de la France.
La commune fait partie de la couronne de l'aire d'attraction d'Avignon, du fait qu'au moins 15 % des actifs travaillent dans le pôle,. Elle compte 78 emplois en 2018, contre 80 en 2013 et 76 en 2008. Le nombre d'actifs ayant un emploi résidant dans la commune est de 389, soit un indicateur de concentration d'emploi de 20,2 % et un taux d'activité parmi les 15 ans ou plus de 59,5 %.
Sur ces 389 actifs de 15 ans ou plus ayant un emploi, 43 travaillent dans la commune, soit 11 % des habitants. Pour se rendre au travail, 93,3 % des habitants utilisent un véhicule personnel ou de fonction à quatre roues, 1,5 % les transports en commun, 3,4 % s'y rendent en deux-roues, à vélo ou à pied et 1,8 % n'ont pas besoin de transport (travail au domicile).

### Activités hors agriculture

#### Secteurs d'activités
55 établissements sont implantés à Lirac au 31 décembre 2019. Le tableau ci-dessous en détaille le nombre par secteur d'activité et compare les ratios avec ceux du département,.
| Secteur d'activité                                                                                        | Commune | Commune | Département |
| Secteur d'activité                                                                                        | Nombre  | %       | %           |
| --- | ------- | ------- | ----------- |
| Ensemble                                                                                                  | 55      | 100 %   | (100 %)     |
| Industrie manufacturière, industries extractives et autres                                                | 6       | 10,9 %  | (7,9 %)     |
| Construction                                                                                              | 10      | 18,2 %  | (15,5 %)    |
| Commerce de gros et de détail, transports, hébergement et restauration                                    | 8       | 14,5 %  | (30 %)      |
| Information et communication                                                                              | 1       | 1,8 %   | (2,2 %)     |
| Activités financières et d'assurance                                                                      | 1       | 1,8 %   | (3 %)       |
| Activités immobilières                                                                                    | 1       | 1,8 %   | (4,1 %)     |
| Activités spécialisées, scientifiques et techniques et activités de services administratifs et de soutien | 12      | 21,8 %  | (14,9 %)    |
| Administration publique, enseignement, santé humaine et action sociale                                    | 9       | 16,4 %  | (13,5 %)    |
| Autres activités de services                                                                              | 7       | 12,7 %  | (8,8 %)     |

Le secteur des activités spécialisées, scientifiques et techniques et des activités de services administratifs et de soutien est prépondérant sur la commune puisqu'il représente 21,8 % du nombre total d'établissements de la commune (12 sur les 55 entreprises implantées à Lirac), contre 14,9 % au niveau départemental.

#### Entreprises et commerces
L'entreprise ayant son siège social sur le territoire communal qui génère le plus de chiffre d'affaires en 2020 est : 
- ST Mendes, commerce de gros (commerce interentreprises) de mobilier de bureau (90 k€)

### Agriculture
La commune est dans la vallée du Rhône, une petite région agricole occupant la frange est du département du Gard. En 2020, l'orientation technico-économique de l'agriculture sur la commune est la viticulture.
|               | 1988 | 2000 | 2010 | 2020 |
| ------------- | ---- | ---- | ---- | ---- |
| Exploitations | 24   | 22   | 18   | 11   |
| SAU (ha)      | 251  | 253  | 242  | 258  |

Le nombre d'exploitations agricoles en activité et ayant leur siège dans la commune est passé de 24 lors du recensement agricole de 1988 à 22 en 2000 puis à 18 en 2010 et enfin à 11 en 2020, soit une baisse de 54 % en 32 ans. Le même mouvement est observé à l'échelle du département qui a perdu pendant cette période 61 % de ses exploitations,. La surface agricole utilisée sur la commune a quant à elle augmenté, passant de 251 ha en 1988 à 258 ha en 2020. Parallèlement la surface agricole utilisée moyenne par exploitation a augmenté, passant de 10 à 23 ha.

#### Viticulture
Après la crise du phylloxéra, Henri de Régis, propriétaire du château de Ségriès, pour mettre en valeur ses terres, décida, en 1925, de replanter un vignoble. Dans la décennie suivante, il entreprit de suivre l'exemple du combat que menait sur la rive gauche du Rhône le baron Pierre Le Roy de Boiseaumarié. Avec quelques amis convaincus, il décida de faire classer le terroir de Lirac en appellation d'origine contrôlée (A.O.C.). La demande en fut faite auprès d'un tribunal.
Le projet se concrétisa après la Seconde Guerre mondiale. Le 11 octobre 1945, l'appellation fit l'objet d'une reconnaissance judiciaire par le Tribunal d'Uzès. Après deux années d'enquêtes complémentaires sur le terrain (terroir, types de vins, etc.), les experts de l'INAO achevèrent la délimitation de l'aire d'appellation sur les communes de Lirac, Roquemaure, Saint-Laurent-des-Arbres et Saint-Geniès-de-Comolas. Ce qui aboutit à la reconnaissance de l'AOC Lirac définie par le décret du 14 octobre 1947. La nouvelle appellation devenait le premier cru des côtes-du-rhône à produire des vins de trois couleurs : rouge, rosé, blanc.

#### Huile d'olive de Provence AOC

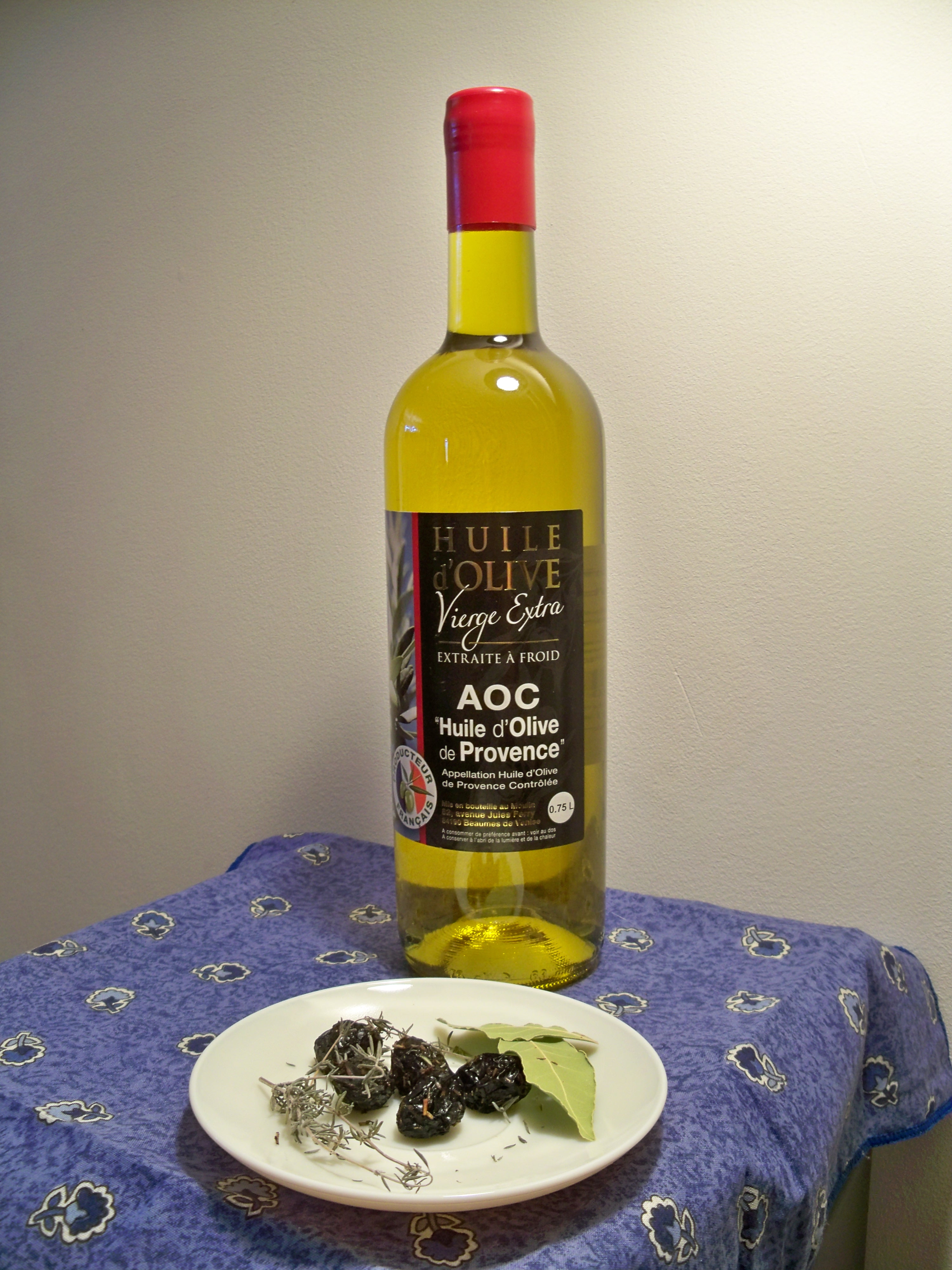
Huile d'olive de Provence AOC.

L'huile d'olive de Provence est protégée par une appellation d'origine contrôlée (AOC) à la suite d'une enquête diligentée par l'INAO, dont les conclusions ont été déposées auprès de la commission le 26 octobre 2006, réunie à Arles. La signature du décret parut au Journal officiel le 14 mars 2007.
Pour pouvoir postuler à l'AOC, l'huile d'olive de Provence doit être élaborée à base des variétés aglandau, bouteillan, cayon, salonenque ainsi que celles dénommées localement brun, cayet, petit ribier et belgentiéroise. Il faut au moins deux de ces variétés principales présentes au sein de l'oliveraie,.

## Culture locale et patrimoine

### Édifices civils

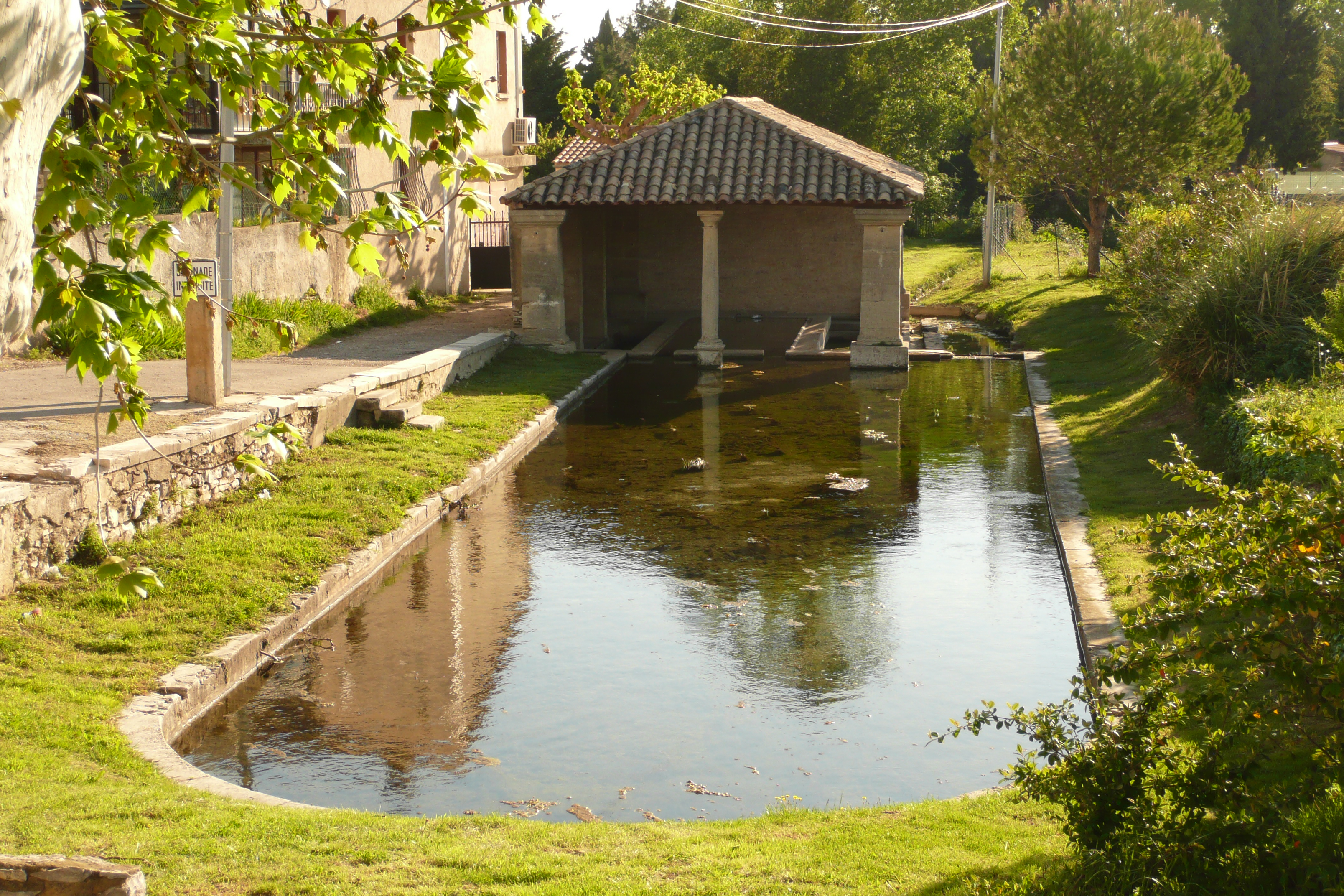
Lavoir à Lirac.

- Lavoir.

### Édifices religieux
- Église basse de Lirac, fresque murale. L'Église basse (dite aussi crypte de l'église paroissiale, y compris son décor peint) a été classé au titre des monuments historiques en 1992[36].
- L'Ermitage de la Sainte-Baume de Lirac. Une statue de la Vierge à l'Enfant fut découverte dans une grotte à cet emplacement en 1647. C'est pourquoi cette grotte devint un lieu de pèlerinage et fit office de chapelle. L'ermitage fut lui construit en 1712. Des ermites y restèrent jusqu'en 1905. La chapelle est entretenue depuis 1976 par l'association Les Amis de la Sainte-Baume. De nos jours, un pèlerinage est organisé sur ce lieu le lundi de Pâques. D'ordinaire fermée, la grotte est également ouverte lors des journées européennes du patrimoine en septembre.

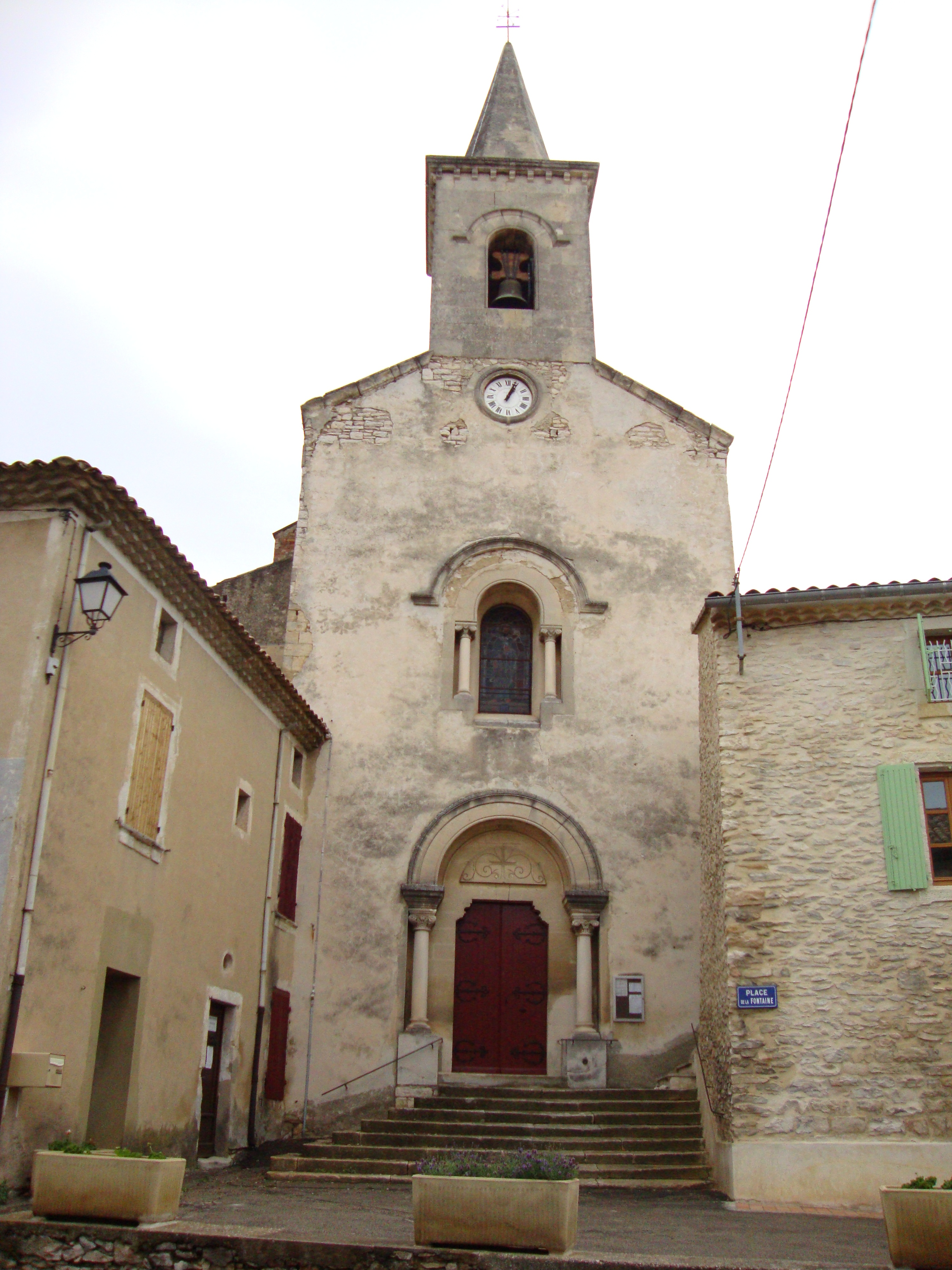
Façade de l'église.
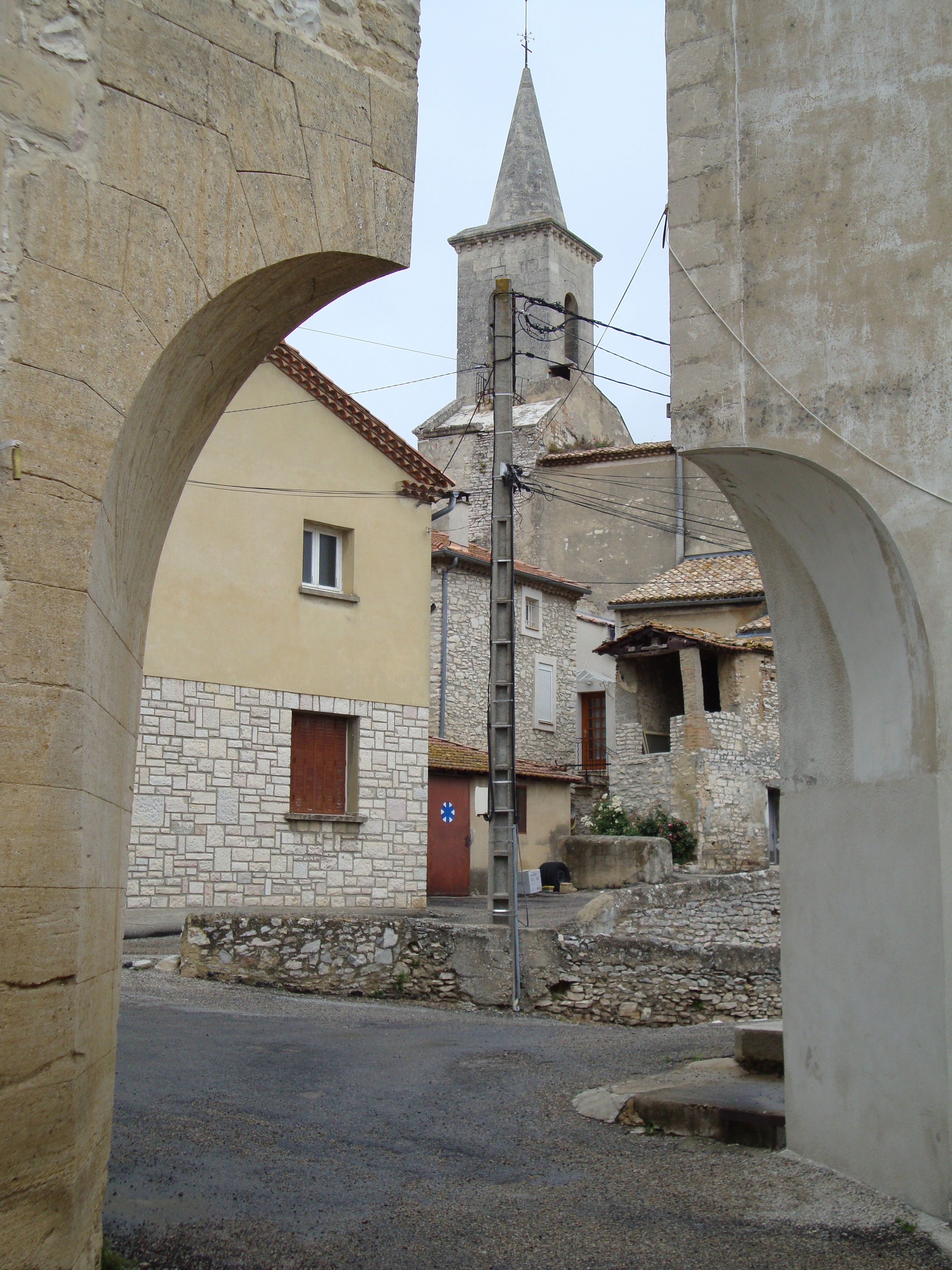
L'église, sa tour.
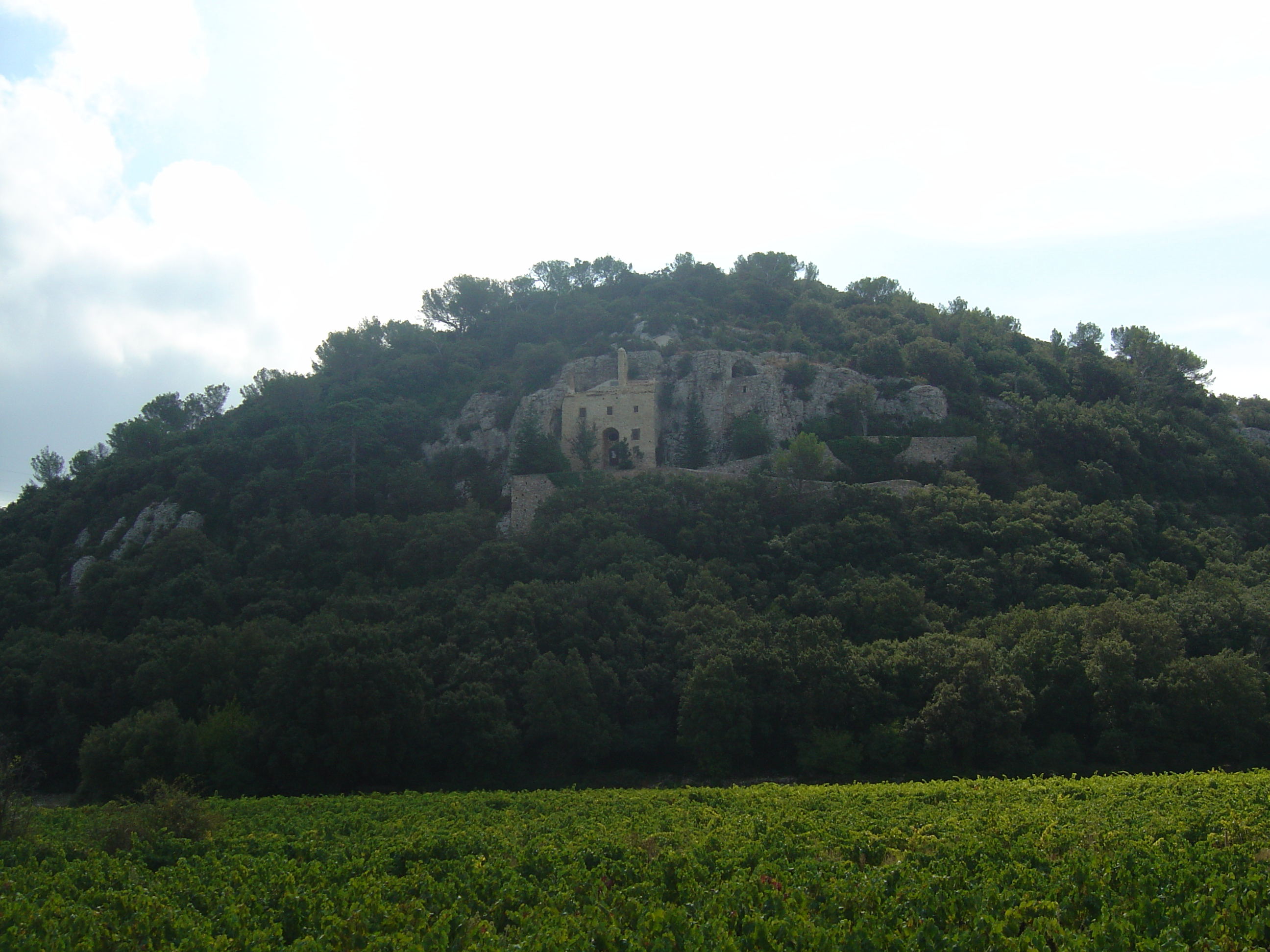
Ermitage de la Sainte-Baume.

## Héraldique
| Blason de Lirac | Blason  | D'azur, à un saint Pierre d'or tenant de sa main dextre deux clefs de même. |
| Blason de Lirac | Détails | Le statut officiel du blason reste à déterminer.                            |